# Marceli Lubomirski (1810-1865)
Marceli Lubomirski (15 mars 1810-18 août 1865 à Neuilly-sur-Seine), prince de la famille Lubomirski. Membre du Comité polonais à Paris (pl) créé après l'échec de Insurrection de janvier

Il est le fils du prince Józef Lubomirski (1785-1870) et de Dorota Stecka-Olechnowicz.

## Mariage et descendance
Le 4 avril 1837 à Varsovie, il épouse Jadwiga Jabłonowska, fille de Maksymilian Jabłonowski (pl). Ils ont pour enfants:
- Józef Maksymilian Lubomirski (1839-1891)

## Sources
- (pl) Cet article est partiellement ou en totalité issu de l’article de Wikipédia en polonais intitulé « Marceli Lubomirski » (voir la liste des auteurs).